# بطي بن زيادة
بطي بن مانع بن نامي بن زيادة  (1195هـ - 1260هـ)، صاحب وادي الفرع وشيخ بني عمرو من قبيلة حرب، ومن أشهر شيوخ قبيلة حرب. وعلم من أعلام قبائل الجزيرة العربية لعب دوراً بارزاً ومؤثراً في التصدي لحملة محمد علي باشا على الجزيرة العربية كما جاء في المصادر التاريخية وهو من أسرة بن زيادة المعروفة تاريخيًا والتي توارثت مشيخة شمل بني عمرو من قبيلة حرب لعدة قرون قديماً. وذُكر بن زيادة في وثائق وادي الفرع في عام 1232هـ و 1214هـ. وذُكر في وثيقتين عام 1250هـ و 1251هـ و 1252هـ.

## نسبه
هو من أسرة بن زيادة وهو من ذوي الشيخ مانع الثاني من ذوي الشيخ عبد الله من ذوي الشيخ مانع الأول بن زيادة من ذوي غنيم من ذوي زيادة البلادي الأسرة العريقة المشهورة في وادي الفرع.

## حياته وسيرته
ولد في وادي الفرع عام 1195هـ وعاش في وادي الفرع والحجاز، كان أبرز نجوم تلك الحقبة التي شكلت منعطفا مفصليًا في تاريخ الجزيرة الاجتماعي والسياسي فقد تصدى لتلك الحملات وخاض سلسلة ثورات ومعارك ضد جيوش محمد علي، أما على الصعيد الداخلي فكانت له مواقف كبرى مع قبائل وشيوخ قبيلة حرب وغيرهم.

## معاركه
- معركة المدينة:

تفيد إحدى المكاتبات المتبادلة بين المعية السنية وبين شيخ الحرم في 19 جمادى الأولى سنة 1239هـ أن أهل العوالي وقباء وقربان من عربان حرب قد قاموا بثورة كبيرة نتج عنها إغارتهم على عساكر المدينة فقاتلهم المحافظ قتالًا عنيفًا. وتعطي وثيقة أخرى محررة في 20 جمادى الأولى من نفس السنة، تفاصيل أكثر عن ثورة العربان المذكورين وأسبابها، حيث يفيد ذلك التقرير: أنه بينما كان أحد قواد محمد علي واسمه شاكرآغا يطوف بجوار آبار علي ادعى عليه بعض عربان الحوازم أنهم تعرضوا لاعتداء من قبل أحد العساكر، فقاموا باعتراض قوافل الذخيرة الآتية من ينبع واستولوا على ثلاث بلوكات منها - أي مجموعات - . ثم يضيف التقرير أن عربان عوف وبني علي وبني عمرو تضامنوا مع الحوازم فهاجموا العساكر وقطعوا الطريق، حيث جاء في التقرير ماترجمته.. وأن قبائل عــــوف وبني عمرو وأشقياء قباء وقربان والعوالي قد بادروا لاعلان الشقاوة متحدين، وقد سدوا طريق الجديدة وشمروا عن ساق الملعنة، وتجروا على نهب القافلة الواردة عن طريق جهينة، والقبض على الجمال التي ذهبت خلف جبل أحد لجلب الحطب، وبالأخص أن مبارك العبيدي من شيوخ مسروح وطريس بن موقد من شيوخ عوف وابن زياد شيخ الفرع وبادي بن محسن وابن دهمان وابن بزيع من شيوخ بني علي والعوالي وعليان وابن نصار شيخا الحوازم قد تألبوا على البلدة الطيبة....إلخ).
- معركة الحسينية:

يشيراحد التقارير أن الشيخ بطي بن زيادة ومن معه من قبائل بني عمرو ومسروح وكذلك الشيخ ابن عسم قد ساروا بجموعهم حتى وصلوا إلى قرب جبل صبح فانضمت اليهم بعض قبائل صبح انتقاما من قوات محمد علي التي كانت قد هاجمت قبيلة صبح ونهبت بعض ممتلكاتها وسار الجميع إلى ان وصلوا قرب الحسينية الواقعة في مضيق وادي الصفراء وحاول زعماء تلك القبائل المتحالفة استمالة قبائل حرب الأخرى وخاصة بني سالم. ولكنهم لم ينجحوا في ذلك بسبب وقوع تلك القبائل تحت سيطرة قوات الدولة. ونظرا لخطورة الوضع فقد سارع قواد محمد علي باشا بحشد قواتهم ومدافعهم حتى بلغ مجموع تلك القوات خمسة ألوية يزيد عدد أفرادها عن ألفي عسكري مع عدد من المدافع. وفي يوم الخميس الموافق الثالث والعشرين من شهر ربيع الآخر سنة 1253 هـ اشتبك الطرفان في معركة شرسة وصبت المدفعية نيرانها على الثوار المتواجدين في نخيل القرية وبيوتها وكذلك على رماة حرب المتواجدين في سفوح الجبال المطلة على قرية الحسينية. ويفيد التقرير أيضا ان بعض الالوية العسكرية قد تقهقرت وبدأت بالتراجع بعد أن قتل أحد قوادها لكن العساكر أعادوا تنظيم صفوفهم تحت تغطية من المدفعية التي واصلت اطلاق نيرانها لمدة ثلاث ساعات بدون انقطاع مما أدى إلى قتل عدد كبير من الثوار وتراجعهم حسب تقرير خورشيد باشا الذي يفيد بأن عدد المقتولين والمجروحين من الثوار بلغ حوالي 350 باشا بينما قتل من العساكر 49 فردا وجرح منهم 160 فردا.

## ثورةقبائل حربعلى محمد علي سنة 1253هـ
يشير أحد التقارير أن الشيخ بطي بن زيادة ومن معه من قبائل بني عمرو ومسروح وكذلك الشيخ ابن حجر ولعله يقصد شيخ وادي حجر أو ابن عسم قد ساروا بجموعهم حتى وصلوا إلى قرب جبل صبح فانضمت اليهم بعض قبائل صبح انتقامًا من قوات محمد علي التي كانت قد هاجمت قبيلة صبح ونهبت بعض ممتلكاتها وسار الجميع إلى ان وصلوا قرب الحسينيه الواقعة في مضيق وادي الصفرء وحاول زعماء تلك القبائل المتحالفه استمالة قبائل حرب الأخرى وخاصة بني سالم. ولكنهم لم ينجحوا في ذلك بسبب وقوع تلك القبائل تحت سيطرة قوات الدولة. ونظرا لخطورة الوضع فقد سارع قواد محمد علي باشا بحشد قواتهم ومدافعهم حتى بلغ مجموع تلك القوات خمسة ألويه يزيد عدد أفرادها عن ألفي عسكري مع عدد من المدافع. وفي يوم الخميس الموافق الثالث والعشرين من شهر ربيع الآخر سنة 1253 هـ اشتبك الطرفان في معركة شرسه وصبت المدفعية نيرانها على الثوار المتواجدين في نخيل القرية وبيوتها وكذلك على رماة حرب المتواجدين في سفوح الجبال المطله على قريه الحسينيه. ويفيد التقرير أيضا ان بعض الالويه العسكريه قد تقهقرت وبدأت بالتراجع بعد أن قتل أحد قوادها لكن العساكر أعادو تنظيم صفوفهم تحت تغطية من المدفعية التي واصلت اطلاق نيرانها لمدة ثلاث ساعات بدون انقطاع مما أدى إلى قتل عدد كبير من الثوار وتراجعهم حسب تقرير خورشيد باشا الذي يفيد بأن عدد المقتولين والمجروحين من الثوار بلغ حوالي 350 باشا بينما قتل من العساكر 49 فردا وجرح منهم 160 فردا.

## ثورة بعض قبائل مسروح على محمد علي سنة 1253 هـ
تفيد الوثائق المصرية أن بطي بن زيادة قد ثار على عساكر محمد علي وهدد بقطع طريق الجديده والتشويش على الحاج في تلك الفترة فقام هو وابن حجر من شيوخ مسروح بالتضامن مع الشيخ سعد بن جزا الاحمدي وحاولوا استثارة بعض بني سالم الا انهم لم يستطيعو فسار بطي بن زياده ومن معه من بني عمرو واشتبكوا مع القوات المصرية التركيه في عدة مقاتلات في مضيق بدر. وفيما يلي نص التقرير المرفوع من خورشيد باشا من بدر إلى وزير داخلية مصر بتاريخ 25 ربيع الثاني 1253هـ
(من خورشيد باشا من بدر إلى وزير داخلية مصر بما ان الشقي بطي ابن زياد وابن حجر مع سعد بن جزا من مشايخ مسروح قامو وارادو ان يعملو مشاغبة في موسم الحج وبعثوا مندوبين إلى سائر القبائل ان يشتركوا معهم في المؤامرة ولكن نظرا لتطويع مشايخ بني عمرو وانضمامهم معنا ومشايخ بني سالم لم يجدوا قبيلة واحده تقوم وتشترك في هذه المؤامرة بل فشلوا في تنفيذ مافي عقيدتهم من ايقاظ الفتنه والفساد هناك وظلوا مقهورين وعلم اخيرا انه قام الشقي ابن حجر وجمع قبائل مسروح ومخلف وزحف إلى طرف الفرع وبطي بن زيادة شيخ الفرع قام وجمع بعض العربان من الفرع كما عمل مجهود عظيم لاشتراك قبيلة بني سالم في هذه المؤامرة كاملا ولكن لم يتم ذلك وبعده حصلت معارك طويله وعريضه في فترات مختلفه ومن جملة المعارك معركة بدر بعد الاشتباك والقتال المرير وصل جيشنا المظفر إلى بدر اما المجاريح من العساكر فقد تأذوا من حرارة الشمس في الصحراء وقد من الله علينا بجمال من العربان الموالين لنا ونقلناهم إلى المستشفيات سريعا على قدر المستطاع 25/ 4/ 1253هـ.

## أبناؤه
1. عطيه وليس له عقب اليوم.
2. مسعف الذي أعقب علي الذي أعقب قويفان الذي تنسب له أسرة الشيخ ابن قويفان.

## وفاته
توفي عام 1260هـ عن عمر يناهز 65 عاماً.